# Torneutopsis translucidus
Torneutopsis translucidus là một loài bọ cánh cứng trong họ Cerambycidae.